# Бирса, Вальтер
Вальтер Бирса (словен. Valter Birsa; 7 августа 1986, Шемпетер-при-Горици, СФРЮ) — словенский футболист, игравший на позиции атакующего полузащитника. Участник чемпионата мира 2010 года в составе сборной Словении.

## Клубная карьера
Свою футбольную карьеру Вальтер начал в 2003 году в клубе «Приморье». сыграв лишь один матч за клуб в 2004 году игрок перешёл в «Горицу». За два сезона проведённых в клубе Бирса забил 26 мячей в 61 матче и дважды становился чемпионом Словении (в 2005 и 2006 годах). В 2006 году уехал за границу во французский «Сошо». В составе «Сошо» провёл три сезона и в 2007 году выиграл Кубок Франции. В 2009 году отправился в аренду в «Осер». В «Осере» дебютировал 7 февраля выйдя на замену в матче против «Нанси». 29 мая 2009 года «Осер» выкупил права на футболиста у «Сошо».
В 2010 году не став заключать с «Осером» новое контрактное соглашение, Бирса ещё по ходу сезона 2010/11 связал себя обязательствами с итальянским «Дженоа». Контракт, который рассчитан на 4 года, вступил в силу в июле 2011 года.
1 сентября 2013 года «Милан» и «Дженоа» договорились об обмене футболистами: Лука Антонини перебрался в генуэзский клуб, а Вальтер Бирса стал защищать цвета «россонери». 8 июля 2015 года Вальтер официально перешёл в «Кьево».

## Международная карьера
В национальной сборной дебютировал 28 февраля 2006 года в матче против сборной Кипра (1:0). Первый гол за сборную забил 9 сентября 2009 года в домашнем матче против сборной Польши (3:0). Бирса — участник ЧМ-2010, где забил 1 гол.

## Достижения
«Горица»
- Чемпион Словении: 2004/05, 2005/06
- Финалист Кубка Словении: 2004/05

«Сошо»
- Обладатель Кубка Франции: 2006/07

## Личная жизнь
Летом 2012 года женился на своей давней подруге Матее (Mateja). Имеет сына Нолана (Nolan).

## Голы за сборную
| # | Дата            | Место                        | Соперник | Счёт | Результат | Соревнование                          |
| - | --------------- | ---------------------------- | -------- | ---- | --------- | ------------------------------------- |
| 1 | 9 сентября 2009 | Людски врт, Марибор          | Польша   | 3-0  | 3-0       | квалификация на чемпионат мира 2010   |
| 2 | 10 октября 2009 | Тегельне поле, Братислава    | Словакия | 1-0  | 2-0       | квалификация на чемпионат мира 2010   |
| 3 | 18 июня 2010    | Кока-Кола Парк, Йоханнесбург | США      | 1-0  | 2-2       | Чемпионат мира 2010                   |
| 4 | 7 июня 2013     | Лаугардалсвёллур, Рейкьявик  | Исландия | 2-2  | 4-2       | квалификация на чемпионат мира 2014   |
| 5 | 19 ноября 2013  | Арена Петрол, Целе           | Канада   | 1-0  | 1-0       | товарищеский матч                     |
| 6 | 9 октября 2015  | Стадион Стожице, Любляна     | Литва    | 1-0  | 1-1       | квалификация на чемпионат Европы 2016 |